# Access to COVID-19 Tools (ACT) Accelerator
Access to COVID-19 Tools (ACT) Accelerator (kurz: ACT Accelerator) ist eine internationale Kampagne, die am 24. April 2020 von der Weltgesundheitsorganisation (WHO) und einer Gruppe von Gesundheitsakteuren auf den Weg gebracht wurde. Sie soll dazu beitragen, dass Instrumente gegen COVID-19 schneller entwickelt und allen Ländern gerecht zur Verfügung gestellt werden. Speziell dafür wurde im Rahmen der Kampagne die Organisation COVAX gegründet.
Ziele sind die Entwicklung, Produktion und gerechte Verteilung von COVID-19-Impfstoffen, Medikamenten und Tests sowie die Unterstützung der Gesundheitssysteme beim Umgang mit dem Coronavirus.

## Arbeitsbereiche
Für die drei Säulen der Kampagne sollen jeweils zwei Akteure zu gleichen Teilen die Verantwortung übernehmen:
- Bei Impfstoffen sind die Coalition for Epidemic Preparedness Innovations (Koalition für Innovationen zur Vorsorge gegen Epidemien, CEPI) und die Globale Allianz für Impfstoffe und Immunisierungen (GAVI) federführend.
- Bei Behandlungen sollen der COVID-19 Therapeutics Accelerator, ein Gemeinschaftsprojekt der Bill & Melinda Gates Foundation und des Wellcome Trust, mit UNITAID zusammenarbeiten.
- Im Bereich der Tests sind die Foundation for Innovative New Diagnostics (FIND) (Stiftung für innovative neue Diagnostika)[2] und der Global Fund verbunden.
- Im übergreifenden Arbeitsbereich „Unterstützung der Gesundheitssysteme“ soll die WHO eine herausragende Rolle spielen.[3]

## Finanzierung
Eine erste Geberkonferenz wurde gemeinsam von der Europäischen Union, Deutschland, Frankreich, Italien, Japan, Kanada, dem Königreich Saudi-Arabien, Norwegen, Spanien und dem Vereinigten Königreich einberufen. Auf dieser Veranstaltung am 4. Mai 2020 verpflichteten sich mehr als 40 Länder, Gremien der Vereinten Nationen und gemeinnützige Stiftungen, Mittel in Höhe von insgesamt 7,4 Mrd. Euro bereitzustellen. Dabei fehlten vorerst die größeren Staaten Russland, Indien sowie die USA. Die USA sagten, nachdem Joe Biden US-Präsident geworden war, ebenfalls Mittel (zwei Milliarden US-Dollar) zu.
Ein weiterer Schritt war der „Global Goal: Unite for Our Future“-Gipfel am 27. Juni 2020. Er warb bei einer digitalen Gipfelkonferenz und einem weltweiten virtuellen Konzert weitere finanzielle Zusagen von Regierungen, Unternehmen und Spendern ein.

## Nutzung der Ergebnisse
Die Ergebnisse öffentlich geförderter Forschung, d. h. Daten, Wissen und geistiges Eigentum sollten öffentlich zugänglich sein, soweit dies für den weltweiten Einsatz und den weltweiten Zugang erforderlich ist.
Die Mittel werden Organisationen zugutekommen, die sich dafür einsetzen sicherzustellen, dass die Produkte weltweit, insbesondere in den am stärksten gefährdeten Ländern, zu erschwinglichen Preisen verfügbar und zugänglich sind. Dies gilt vor allem für Nationen wie Iran, Venezuela und Kuba, die einem akuten Wirtschaftsboykott ausgesetzt sind.
Partner aus der Privatwirtschaft werden nicht zum Verzicht auf ihre Eigentumsrechte aufgefordert. Es gibt aber auch Zusagen von Gebern, die einen weltweiten Zugang und einen gerechten Einsatz neuer Diagnostika, Behandlungen und Impfstoffe unterstützen.
Von Gesundheitswissenschaftlern wird hier ein triangulärer Konflikt gesehen zwischen denen, die Zugang zu Medikamenten als Globale öffentliche Güter fordern, pharmazeutischen Unternehmen, die Kompromisse anbieten, aber weiterhin auf patentbasierten exklusiven Rechten beharren, und nationalstaatlichen Tendenzen zu einem „Impfstoff-Nationalismus“.